# Маунтин Парк (округ Гвинет, Џорџија)
Маунтин Парк (енгл. Mountain Park, Gwinnett County) насељено је место без административног статуса у америчкој савезној држави Џорџија.

## Демографија
По попису из 2010. године број становника је 11.554, што је 199 (-1,7%) становника мање него 2000. године.
| Група             | 2000.         | 2010.         |
| Белци             | 9.475 (80,6%) | 7.448 (64,5%) |
| Афроамериканци    | 700 (6,0%)    | 1.699 (14,7%) |
| Азијати           | 1.069 (9,1%)  | 1.364 (11,8%) |
| Хиспаноамериканци | 313 (2,7%)    | 789 (6,8%)    |
| Укупно            | 11.753        | 11.554        |